# 城達也
城 達也（じょう たつや、1931年〈昭和6年〉12月13日 - 1995年〈平成7年〉2月25日）は、日本の声優、俳優、ナレーターである。東京俳優生活協同組合に所属していた。

## 来歴
大分県別府市出身。大分県立別府鶴見丘高等学校、1955年、早稲田大学第一文学部仏文専修卒業。
劇団化粧座、劇団東京、プレーヤーズ・センター、タレント・エージェント、フリーランス期間を経て、東京俳優生活協同組合に所属し、在籍中は専務理事を務めた。
大学在学中に俳優としてデビューし『七人の刑事』などに出演していたが、1961年にその美声を生かして俳協に移籍し声優業に転向。以後、FMラジオ番組『JET STREAM』の初代パーソナリティ、テレビ番組『ビッグイベントゴルフ』などといった番組やコマーシャルのナレーション、またグレゴリー・ペックやロバート・ワグナーなどの洋画の吹き替えなどで絶大な人気を集めた。特に『JET STREAM』のパーソナリティは、1967年7月の放送開始から1994年12月まで27年半（7387回）に渡って務めたことから、城の代名詞的番組と捉えられた。
1975年には「ナレーターとしては黒沢良、矢島正明と並び三羽烏に入る」と評されており、1979年にはACC賞（ナレーション部門）を受賞。
1993年12月に喉の不調を訴え検査を受けた結果、食道癌に侵されていることが判明。その時点で、すぐに入院して手術を受けるよう医師から勧められるが、『JET STREAM』の放送が入院により途切れてしまうことを心配してすぐには入院せず、約2か月間まとめ録りを行ってから1994年2月末に入院し、同年3月1日に癌の摘出手術を受ける。5月に退院後も治療を受け、番組収録前に点滴を打つなどできる限り声質を保つようにしながら仕事を続けたが、実際には癌を患う前に比べ声が擦れるなどにより本調子とは言えず、8月に肝臓への癌転移が判明してからは入退院を繰り返すようになった。最終的には「自分が納得できる声が出せなくなった」と感じるようになり、放送開始から27年半ずっと担当した『JET STREAM』の降板を決意し、1994年12月31日(30日深夜)の放送を最後に降板した。その直後に再入院するが、1995年に入り黄疸が出て急激に痩せるなど病状が悪化する。同年2月25日午後8時10分、食道癌のため、東京都新宿区の慶応義塾大学病院で死去。63歳没。
没後、2008年に第2回声優アワード特別功労賞を受賞。

## 人物・エピソード
声種はバリトン。城の声について、『JET STREAM』の企画に携わった伊東恒は「渋みがあって、心を揺さぶってくれるような声」と評している。タモリは城が死去した際、自身が司会を務める『笑っていいとも!』内のコーナー「テレフォンショッキング」の冒頭で、「城達也さんが亡くなられました。私は城達也さんに薬の使用上の注意を読み上げてもらったことがあるんですが、聞き入ってしまって言葉にならない感動があった。あれは感動しましたね」と語っている。弟子に小野田英一らがいる。
趣味は仕事とハンディ9でのゴルフ。特技は乗馬。
愛煙家であり、「これ（タバコ）がないと落ち着かない」と自認するほどだった。ある対談では「城さんほどの良いお声をお持ちの方だと、タバコは吸われないんでしょうね」と言われた際、すかさずタバコを取り出して深々と煙を吸い込んで笑顔を見せたため、対談相手を戸惑わせたという。
1966年に『土曜洋画劇場』で『子鹿物語』が放送されてからは、グレゴリー・ペックの吹き替えを専属（フィックス）としてほとんどの作品で担当した。自身が吹き替えたペック出演作の中では『ローマの休日』『子鹿物語』『白鯨』の三本が印象深いと語り、特に『白鯨』は、収録後三日間声が思うように出なくなるほど執念を込めて演じたという。また、ペックについて「演じて出てくる優しさ、人柄の良さ」が好きだと語っている。
若手時代には自分の声をテープに録音して何度も聞き返して研究していたとされる。
仕事が決まればすぐに台本を求め、何度も読み返しながら収録に臨み、作品に取り組んでいた。
松田咲實によれば、城に団子屋のCMナレーションのオファーが入ったことがあり、新人マネージャーだった松田がそれを承諾したが、その内容はコミカルなもので、城のイメージに合わないものであった。俳協内では「城さんにこんな仕事をお願いすることは失礼だ」との声もあったが、城は汗だくになりながら収録を終え、「やっぱり、僕はこのようなコメントは下手だね。勉強が足りないね」と自身のナレーション技術に対して反省の意を述べたとされる。

## JET STREAM
城の『JET STREAM』への熱意は、本人にとって「生きがい」と呼べるほど並々ならぬものであった。収録の際は「夜間飛行のお供をするパイロット」という舞台設定に入り込むため、必ず背広を着用、スタジオの照明を暗くして収録するなど、番組に対して真摯なプロ意識を持っていたという。また、食道癌発症後、他の番組は手術時までにほとんど降板したが、『JET STREAM』だけはしばらく続けていた。
『JET STREAM』の放送が始まってからは、機長としてのイメージを壊さないように顔出しでのテレビ出演はほとんど断っていた。出演が確認されている番組には、1972年放送のNHKドラマ『タイム・トラベラー』、1990年5月11日放送の『徹子の部屋』などがある。
『JET STREAM』は海外旅行を題材にした番組だったが、城自身は担当期間中海外旅行には一度も行っていなかった。そのためか、番組降板の際「これから旅に出ようかな」と周囲に語っていたが、直後に体調が悪化し再入院となったため実現しなかった。
『JET STREAM』降板後も仕事への熱意は持ち続けており、死去する直前には「3月にはアニメの仕事があるので行かなくちゃ」と妻に語っていた。このオファーは城の入院を知った俳協が事前にキャンセルしており、そのことは城本人にも伝わってはいたが、城は最期まで「(病気は)治るから大丈夫だ」と言っていたという。

## 出演作品

### 吹き替え
※太字は、主役・メインキャラクター。

#### 担当俳優
グレゴリー・ペック
- 子鹿物語（1966年、エズラ・バクスター）※NET版
- 艦長ホレーショ（1968年、ホレーショ・ホーンブロワー）※NET版
- 渚にて（1968年、ドワイト・タワーズ中佐）※NET版
- 白鯨（1968年、エイハブ船長）※NET版
- 恐怖の岬（1968年、サム・ボーデン）※NET版
- 世界を彼の腕に（1968年、ジョナサン・クラーク）※NET版
- 無頼の群（1968年、ジム・ダグラス）※TBS版
- キリマンジャロの雪（1969年、ハリー・ストリート）※NET版
- アラベスク（1969年、デヴィッド・ポロック教授）※TBS版
- 廃墟の群盗（1970年、ジェームズ・ドーソン）※NET版
- 紫の平原（1970年、ビル・フォレスター）※TBS版
- 白い恐怖（1970年、ジョン・パラダイン）※NET版
- 日曜日には鼠を殺せ（1971年、マヌエル・アルティゲス）※NET版
- 頭上の敵機（1971年、サヴェージ将軍）※NET版
- 春風と百万紙幣（1971年、ヘンリー・アダムス）※TBS版
- 紳士協定（1971年、フィリップ・グリーン）※NET版
- 蜃気楼（1971年、デーヴィッド・スティルウェル ）※NET版
- ニューマンという男（1972年、ジョナサン・ニューマン軍医）※TBS版
- 白昼の決闘（1972年、ルート・マキャンレス）※NET版
- ローマの休日（1972年、ジョー・ブラッドレー）※フジテレビ版
- 勝利なき戦い（1972年、ジョー・クレモンス中尉）※NET版
- ナバロンの要塞（1972年、キース・マロリー大尉）※NET版
- 子鹿物語（1972年、エズラ・バクスター）※NET新版
- アラバマ物語（1972年、アティカス・フィンチ）※NET版
- アラベスク（1973年、デヴィッド・ポロック教授）※フジテレビ版
- 大いなる西部（1973年、ジェームズ・マッケイ）※NET版
- 渚にて（1973年、ドワイト・タワーズ中佐）※日本テレビ版
- 勇者のみ（1974年、リチャード・ランス大尉）※東京12ch版
- 宇宙からの脱出（1975年、チャールズ・キース）※NET版
- 大いなる西部（1976年、ジェームズ・マッケイ）※NET版
- 宇宙からの脱出（1977年、チャールズ・キース）※テレビ朝日版
- レッド・ムーン（1978年、サム・ヴァーナー）※フジテレビ版
- キリマンジャロの雪（1978年、ハリー・ストリート）※テレビ朝日版
- オーメン（1979年、ロバート・ソーン）※TBS版
- 新・ガンヒルの決闘（1979年、クレイ・ローマックス）※東京12ch版
- マッケンナの黄金（1979年、マッケンナ―）※テレビ朝日
- ローマの休日（1979年、ジョー・ブラッドレー）※テレビ朝日版
- 宇宙からの脱出（1980年、チャールズ・キース）※東京12ch版
- マッカーサー（1980年、ダグラス・マッカーサー）※TBS版
- オーメン（1981年、ロバート・ソーン）※LD版
- ブラジルから来た少年（1984年、ヨーゼフ・メンゲレ）※フジテレビ版
- シーウルフ（1984年、ルイス・パフ大佐）※テレビ東京版
- 白鯨（1984年、エイハブ船長）※TBS版
- ナバロンの要塞（1988年、キース・マロリー大尉）※テレビ東京版
- 私が愛したグリンゴ（1990年、アンブローズ・ビアス）※ソフト版
- ローマの休日（1994年、ジョー・ブラッドレー）※ソフト版

ジェームズ・ブラウン
- 名犬リンチンチン（1956年、リップ・マスターズ中尉）※日本テレビ版
- 私刑される女（1964年、フランク）※日本テレビ版

スティーブ・マックイーン
- 華麗なる賭け（1975年、トーマス・クラウン）※TBS版
- 華麗なる週末（1980年、ブーン・ホッガンベック）※TBS版

ロバート・ワグナー
- スパイのライセンス（1969年-1971年、アレックス・マンデー）※TBS版
- 夜の誘惑（1972年、マイク・バニング）※NET版
- コルディッツ大脱走（1974年、フィル・キャリントン）※日本テレビ版
- 華麗な探偵ピート&マック（1976年-1978年、ピート・ライアン）※テレビ朝日版
- タワーリング・インフェルノ（1979年、ダン・ビグロー）※フジテレビ版
- ミッドウェイ（1979年、アーネスト・ブレーク）※TBS版
- 探偵ハート&ハート（1981年-1982年、ジョナサン・ハート）※TBS版
- エアポート'80（1982年、ケヴィン・ハリスン博士）※テレビ朝日版
- タワーリング・インフェルノ（1984年、ダン・ビグロー）※日本テレビ版
- 神々の風車（1990年、マイク・スレイド）※テレビ東京版

#### 映画
出演時期不明
- ミズーリ大平原（チャールトン・ヘストン）
- スカーレット&ブラック（テレビ東京） - ヒュー・オフラハーティ司教
- 遠い太鼓（東京12チャンネル） - リチャード・タフト海軍中尉（リチャード・ウェッブ）
- パパは名ドライバー（バートン）

1962年
- カーネギー・ホール（トニー・サレルノ〈ウィリアム・プリンス〉）※フジテレビ版

1964年
- 嵐に叛く女（デビッド〈ウェンデル・コーリイ〉）※日本テレビ版

1968年
- 初恋（ルイ〈セルジュ・レッジャーニ〉）※東京12ch版

1969年
- 頭上の脅威（ガイヤック大尉〈アンドレ・スマッグ〉）※TBS版

1970年
- 失われた世界（ジョン・ロクストン卿〈マイケル・レニー〉）※TBS版
- 影なき殺人（ヘンリー・L・ハーヴェイ州検事〈ダナ・アンドリュース〉）※NET版
- 男の魂（ジェフ〈デヴィッド・ファーラー〉）※東京12ch版
- 殴り込み愚連隊（パディ・ダミオン〈ショーン・コネリー〉）※東京12ch版

1971年
- 上と下（リチャード〈マイケル・クレイグ〉）※TBS版

1972年
- センチメンタル・ジャーニー（ビル〈ジョン・ペイン〉）※日本テレビ版

1985年
- スター・ウォーズ エピソード4/新たなる希望（ナレーター）※日本テレビ版

1986年
- スフィンクス（アーメッド・ハサン〈フランク・ランジェラ〉）※テレビ朝日版
- スター・ウォーズ エピソード5/帝国の逆襲（ナレーター）※日本テレビ版

1988年
- ドーバー海峡殺人事件（アーサー・カルガリー〈ドナルド・サザーランド〉）※TBS版
- スター・ウォーズ エピソード6/ジェダイの帰還（ナレーター）※日本テレビ版

1991年
- ザ・フォッグ（マローン神父〈ハル・ホルブルック〉）※テレビ朝日版

1993年
- エイリアン2（ビショップ〈ランス・ヘンリクセン〉）※テレビ朝日1993年版

1994年
- 天地創造（神の声〈ジョン・ヒューストン〉）※テレビ朝日版

#### ドラマ
- ソニー号空飛ぶ冒険（英語版）（1957年、ムーア〈クレイグ・ヒル（英語版）〉）※KRT版
- 名馬フューリー（英語版）（1958年 - 1959年 ジム・ニュートン〈ピーター・グレイブス〉）※KRT版
- ミステリーゾーン（1959年 − 1967年）※日本テレビ版、TBS版
  - 第137話『ある改造』（リック、ジャック、レックス 〈リチャード・ロング〉）[18]
  - 第153話『最後の支配者』（ウォーレンス・V・ウィップル〈リチャード・ディーコン（英語版）〉）[19]
- バージニアン（1964年、バージニアン〈ジェームズ・ドルーリー（英語版）〉）※NET版
- 逃亡者（1964年）※TBS版
  - 第93話 『裁きの日　第2部』 （スローン警部補〈リチャード・アンダーソン〉)
- ザ・バロン（1966年、デビッド・マーロウ〈ポール・フェリス（英語版）〉）※フジテレビ版
- 宇宙大作戦（1974年）※フジテレビ版
  - 第69話『宇宙の精神病院／神が破壊せし者』（ガース〈スティーヴ・イーナット（英語版）〉）
- 命がけの青春/ルーキーズ（英語版） (1975年、マイク・ダンコ巡査〈サム・メルヴィル（英語版）〉）※フジテレビ版

#### 海外人形劇
- キャプテン・スカーレット（1968年、ナレーター）※TBS版

### ラジオ
- ルーテルアワー『この人を見よ』（ラジオ東京→TBSラジオ・日本ルーテル・アワー）
  - 「山の温泉宿で」（1959年12月27日放送分）- 木村先生
  - 「山の宿」（1965年10月24日放送分）- ナレーター
- 日曜ワイドラジオTOKYO プロムナード"S"（TBSラジオ）
- ソリテア（TBSラジオ）
- サウンド・コレクション〜いつかどこかで〜（TBSラジオ）
- 夜のエアポケット（文化放送） - ジョークを交えたフリートークの番組。
- 朗読 人間革命（文化放送）[4]
- ミュージック・キャビン（東海ラジオ）[4]
- 日本史の舞台（朝日放送ラジオ）
- JET STREAM（FM東海→TOKYO FM（エフエム東京）1967年 - 1994年） - 機長（パーソナリティ）[4]
- OXFORD MUSEUM（FM横浜）

### テレビアニメ
- 鉄腕アトム (アニメ第1作)
- 妖怪人間ベム - オープニングナレーション
- 忍風カムイ外伝 - ナレーション[20]
- ゴルゴ13 - ナレーション
- 太陽の子エステバン - オープニングナレーション

### 劇場版アニメ
- 銀河鉄道999 - ナレーション
- さよなら銀河鉄道999 - ナレーション[21]
- はだしのゲン - ナレーション
- 火の鳥 鳳凰編 - ナレーション

### テレビドラマ
- 事件記者（115話） - 政田役
- 刑事物語・星空に撃て!（7・8話）
- 七人の刑事
- タイム・トラベラー　- ナレーター
- 青い絶唱 - ナレーター

### 映画
- 日本海大海戦 - ナレーション
- 日本の仁義 - ナレーション
- 天平の甍 - ナレーション

### CD
- JET STREAM

同名ラジオ番組をCD化したもの。今まで何度か再プレスされるなどして複数の版が存在する。
2002年には、10枚組みのCD「JALとFM東京から出されたもの」が出されている。

### カセットテープ
- 銀河伝承 - ナレーション※ファミリーコンピュータ ディスクシステム用ソフト『銀河伝承』に同梱されているカセットテープ

### ナレーション

#### ドラマ・番組
- 海外特派員だより（NHK）
- キャプテン・スカーレット（TBS、1968年）
- ザ・ガードマン（TBS）

第270話「妻は夫の秘密をさぐるな」（1970年）
第296話「走れ蒸気機関車!恐怖の逃亡者」（1970年）
第310話「女子学園スキャンダル殺人」（1971年）
第317話「恋人を殺して姉弟心中」（1971年）
- ライオン奥様劇場（フジテレビ）

地上の星座（1974年）
離婚・ゆれる幸福（1978年）
- タイム・トラベラー（NHK、1972年）
- 長崎犯科帳（日本テレビ、1975年）
- 森村誠一シリーズ・腐蝕の構造（MBS・東映、1977年）
- 赤い絆（TBS、1977 - 1978年）
- 探偵物語（日本テレビ、1979年）※新番組予告
- 黄金の犬（日本テレビ、1980年）
- 赤い死線（TBS、1980年）
- おてんば宇宙人（日本テレビ、1981年）
- ビッグイベントゴルフ（日本テレビ）
- 松本清張スペシャル・黒い福音（TBS、1984年）
- ニュースステーション（テレビ朝日、金曜版企画の1つ「ニュースミステリー」）
- 禁じられたマリコ（TBS、1985年 - 1986年）
- 阿含の星まつり（KBS京都[注 9]、1986年・1988年）
- スクール・ウォーズ2（TBS）※芥川隆行の死去に伴い、第5話以降を担当。
- 岡本綾子のNECスーパーゴルフ（テレビ東京）
- F1グランプリ（フジテレビ）
- 朝の連続テレビドラマ・愛情物語（よみうりテレビ・吉本興業、1992年4月 - 9月）
- 闇の狩人（テレビ東京、1994年）

#### CM

##### テレビ
※すべてナレーション。
- アイカ工業 - 「ジョリパッド」（1978年）
- エスエス製薬 - 「エスカップ」（1978年 - 1980年、出演：ジョーン・シェパード）、「ラカルト」（1980年）、「エスカップキング」（1981年）
- エヌ・エス・オージャパン - 「スターダスト・ストーリー 星砂物語」（1987年）
- カゴメ - 「カゴメトマトジュース」、「カゴメ野菜ジュース」（ともに1970年代 - 1980年代）
- カネボウ - グループ企業広告（1986年 - 1988年）、「シルクハンドクリーム」（1973年）、「イフジー」、「レディ80」各商品、「フェアクレア」など
- ケイバブック - 「週刊競馬ブック」（1990年 - 1994年）、「競馬ブック ファックス会員募集中」（1991年）
- サンゲツ - 「サンゲツカーペット」（1986年）、「サンゲツカーテン」（1987年）、「サンゲツカーテン ロマネ」（1992年）
- サントリー - 「サントリーオールド」、「サントリー角瓶」、「赤玉スイートワイン」、「赤玉パンチ」、「サントリービール純生」、「レゼルブ」など
- サンリオ[注 10] - 「妖精フローレンス」、「想い出を売る店」、「サンリオピューロランド」
- セシール - 企業広告、「アウターコレクション」、「デザイナーコレクション」
- ソニー - 企業広告、「プロフィール（テレビ）」、「ベータマックス」、「ウォークマン」、「ダイナミクロン」など
- タマノイ酢 - 「タマノイ生米酢」（1987年）、「すしのこかざりすし」（1989年）
- チャコット - 企業広告（1985年頃、1990年。関東ローカル）
- デビアス - 「ダイヤモンド婚約指輪」、「ダイヤモンドの結納返し」、「1カラットダイヤモンド」など（※何れも各地区の店舗読みも担当[注 11]）
- トヨタ自動車 - 「カリーナ（5代目 T17#型）」（1988年 - 1990年）
- ハウス食品工業 - 「ザ・カリー」（1983年 - 1993年）、「ジャワカレー」、「楊夫人（）」など
- ヒガシマル醤油 - 企業広告（1985年）
- フィリップス - 「カフェプロント」（1986年）
- フィルコ - 「カフェグレコ」（1987年）、「グレコパック」（1988年）
- フジパン - 企業広告（1977年）、「スナックサンド」（1981年）
- ブルボン - 「チョコリエール」、「バームロール」、「フェイム」、「アルル」など
- ホテルエイペックス洞爺 - 企業広告（1993年、北海道ローカル）
- ホテル聚楽 - 「ナポレオン大会議室」（1978年）
- ホテルブルーきのさき - 企業広告（1988年、関西ローカル）
- マスターフーズ - 「ペディグリーチャム」（1985年）
- マドラス - 「シューズギャラリーアジア」（1983年）
- ミサワホーム - 企業広告（1980年）
- ミズノ - 「SPEEDO」、「RUSSELL」、「SUPER STAR」、「World win」、「BLUE IMPULSE（スキーウェア）」など
- ミツカン - 「ミツカン酢」（1980年 - 1985年）、「ミツカン米酢」（1978年）
- ミノルタ - 「ハイマチックF」（1972年、出演：桂三枝（のちの6代目桂文枝））、「SR-T super」（1973年。出演：愛川欽也、研ナオコ）
- メガネの田中チェーン - 企業広告（1983年、空港篇）
- メンバーズゴルフサービス - 企業広告（1990年頃、京都府ローカル。ゴルフ会員権売買業）
- ヤマヒサ - 「サンルーム」（1987年）
- ヤマトインターナショナル - 「CROCODILE」（1981年）
- ヤンマー農機 - 「ヤンマー赤トラSUPERフォルテ」（1986年）
- モービル石油 - 「モービル1」（1983年）
- ライオン - 「エチケットライオン」（1969年）、「トップ」、「エレガード」、「エキセドリンカプセル」（1985年）など
- レナウン - 「ダーバン」（1970年代）
- リクルート - 「とらばーゆ」（1980年）
- リッカー - 「月掛け予約」（1981年）
- リンナイ - 「ユーティーミニ」（1985年）
- ロッテ - 「シュガーレスガム」（1971年）
- ロート製薬 - 「なみだロート」（1976年）、「新Vロート」（1980年）
- 旭化成工業[注 12] - 企業広告、「レオナ66」（1984年）
- 旭硝子 - 「スクールテンパ」（1981年、強化ガラスの商品名）、企業広告（1987年、出演：雉子牟田明子）
- 味の素[注 13] - 企業広告[注 14]、「味の素（うま味調味料）」、「味の素KKマヨネーズ」、「マキシム」、「ブレンディ」ほか
- 井澤金属 - 企業広告（1989年、出演：矢追純一）
- 伊藤ハム - 「芳醇」・「醇」（1994年）[注 15]
- 大阪ガス - 企業広告（1979年、ガス器具注意喚起篇）、「コンビネーションレンジ」（1979年）、「ガスクリーンヒーティングエアコン」（1981年）、「ファンヒーターエアコン」（1984年）、「ガスファンヒーター」（1984年 - 1985年）、「ガスカラーファンヒーター」（1985年）：すべて関西ローカル。1984年に放映した「ファンヒーターエアコン」と1985年に放映した「ガスファンヒーター」・「ガスカラーファンヒーター」の各CMには松田聖子が出演した[注 16]。
- 大沢商会 - 「ブルーリバージュエリー」（1979年）
- 大塚製薬 - 「オロナインH軟膏」（1979年 - 1982年）、「シーマックス500＋アイアン」（1989年）
- 花王 - 「ハミング」（1987年）、「パワフルザブ」（1988年）
- 関西ペイント - 企業広告（1988年）
- 近畿日本鉄道（近鉄） - 「伊勢志摩」（1982年、1986年）、「奈良大和路」（1983年 - 1984年）
- 金鳳堂 -  企業広告（1983年、関東ローカル）
- 銀座エンバ - 企業広告（1982年）、「フィアンダカ・ファーコレクション」（1983年、出演：アルフレッド・フィアンダカ〈ファッションデザイナー〉）
- 公共広告機構[注 17] - 「自ら老人に-私のK2」（1983年、出演：吉沢一郎）、「北斎の波」（1993年、ラジオCMも担当）
- 小林製薬 - 「ゴミサワデー」（1980年）
- 五色そうめん森川 - 企業広告（1989年、愛媛県ローカル）
- 三協アルミ - 「秀峰」（1981年）
- 山京商事 - 企業広告（1985年、男たちの城（しろ）篇）
- 敷島製パン - 「パスコデリカートルシア」（1986年）、企業広告（1987年、朝のメニュー篇）
- 心善社 - 企業広告（1984年、熊本県ローカル）
- 住友電気工業 - 企業広告（1986年）
- 綜合警備保障 - 企業広告（1986年、1991年）
- 大洋フェリー - 「さんふらわあ」（1981年、出演：多岐川裕美）
- 高須クリニック - 企業広告（1984年）
- 第一生命保険 - 企業広告（1984年）、「グランドライフふぁみりい」（1985年）
- 大建工業 - 「ダイケンシステム収納ラムダ」（1985年）
- 瀧本 - 「スクールタイガー学生服」（1982年、出演：手塚治虫）
- 武田薬品工業[注 18] - 「ベンザ鼻炎用カプセル」（1978年）、「新玄」（1985年）
- 田辺製薬 - 「アスパラエース」（1988年、出演：長嶋茂雄）
- 東海旅客鉄道（JR東海） - 「新幹線で結ぶ高山本線の旅」（1987年）
- 東芝[注 19] - 「新銀河（洗濯機）シリーズ」、「東芝住宅メイゾン」（1981年）、「東芝エアコン木かげ」（1974年、1983年[注 20]）
- 永井電子機器 - 「ウルトラヘッドライト・コントローラー」（1988年）
- 名古屋鉄道（名鉄） - 「博物館明治村」（1993年 - 1994年、中京ローカル）
- 南海電気鉄道（南海） - 「こうや」（1991年、関西ローカル）、「サザン」（1993年、関西ローカル）
- 日本アイ・ビー・エム - 企業広告（1979年、無量大数篇[22]。1981年頃、豆本篇）
- 日本ヴイックス - 「コーラック」（1976年、1980年）、「ヴイックスヴェポラッブ」（1987年 - 1990年）
- 日本ケミファ - 企業広告（1982年）
- 日本ポラロイド - 「ポラロイドサンカメラ」（1982年 - 1983年）
- 日本ペイント - 企業広告（1993年）
- 日本マクドナルド - 企業広告（1978年）、「フィレオフィッシュ」（1979年）、「フィレオフィッシュでコカ・コーラが10円篇」（1980年、出演：三遊亭楽太郎（後の三遊亭円楽 (6代目)））
- 日本リーバ - 「リプトン紅茶」（1980年 - 1982年）
- 日本軽金属 - グループ企業広告（1988年）
- 日本航空 - 「ジャルパック」（1971年）、「スーパーエグゼクティブ・Jクラス誕生」（1983年）、「日航ジェットプラン」（1986年）
- 日本鉱業 - 企業広告（1982年。銅篇、ランプ篇、地下資源篇）
- 日本香堂 - 「ライトスモーク毎日香」（1985年）
- 日本国有鉄道（国鉄） - 「フルムーン夫婦グリーンパス」（1982年）、「京の冬の旅 ひかり＆京都」（1986年）
- 日本石油 - 企業CM（1978年 - 1980年）
- 日本専売公社 - 「峰」（1978年）、「マイルドセブン・セレクト」（1983年 - 1985年）
- 日本損害保険協会 - 「自動車保険」（1985年）
- 日本電信電話公社[注 21] - 「INS高度情報通信システム」（1983年、出演：岡本太郎）、「タウンページ」、「ウィークエンドコール」
- 日本民間放送連盟 - 「覚せい剤追放キャンペーン」（1983年）[注 22]、「静かに主張します」（1984年）
- 箱根湯本温泉天成園 - 企業広告（1980年代、出演：大山康晴）
- 服部セイコー - 企業広告、時報ナレーション[注 23]、「セイコーシャリオ」、「セイコークォーツ」、「クレドール」
- 東日本旅客鉄道（JR東日本） - 「スーパービュー踊り子」（1990年）
- 藤沢薬品工業 - 「和服しょうのう」（1983年）
- 不二家 - 「カントリーマアム」（1986年）
- 北海道電力 - 「原子力発電」（1988年、北海道ローカル）
- 本田技研工業 - 「ホンダ・1300」（1969年）、「CVCC（自動車エンジン）」（1973年）、「ローラースルーGOGO」、「シビック」、「プレリュード（AB/BA1型）」、「アコード」、「スカイ」など
- 松下電器産業 - 企業広告（Nationalのあかり〈照明器具〉）、「音声多重クイントリックス」、「ナショナル パナファックス」など
- 丸井 - 「丸井のメガネ」（1977年）、「赤いカード」（1978年、おめでとう独立宣言篇）、「大感謝祭」（1981年）、「丸井のエアコン」（1982年）
- 三重平安閣 - 「ガーデンチャペル誕生」（1994年、中京ローカル）
- 三田工業 - 「コピー機（DC-112 ほか）」（出演：阿川泰子）
- 三井ホーム - 企業広告（1983年）
- 三豊製作所 - 企業広告（1986年）
- 三菱鉛筆 - 「uni0.5」（1980年）、「Hi-uni 替芯」（1983年 - 1984年）
- 三菱地所 - 「アセットホーム」（1987年）
- 三菱電機 - 「三菱カラーテレビ『高雄』」（1968年）、「三菱チルド冷蔵庫 J」（1993年）
- 宮崎本店 - 「清酒宮の雪」（1987年、中京ローカル）
- 明星食品 - 「新中華三昧」（1988年、出演：金子信雄）
- 明治製菓 - 「明治フレッシュ」（1989年、オルゴール篇。出演：Wink）
- 明治乳業 - 「レディーボーデン」（1977年 - 1985年）[注 24]
- 森下仁丹 - 「白仁丹」（1984年、出演：ビートたけし）
- 森永製菓 - 「シャルマン」（1981年）
- 山一證券 - 企業広告（1971年）
- 山崎製パン - 企業広告（1983年、ペンションの朝篇）、「ヤマザキの中華まん」（1984年）
- 山之内製薬 - 「ハーブキャンディー」（1984年）、「カコナール総合感冒薬」（1990年）
- 山本海苔店 - 企業広告（1980年 - 1981年、ご進物）

ほか多数

##### ラジオ
- カネボウ - 「ダンディマークIII」（1973年）
- トリオ商事 - 時報CM（1970年代 - 1980年。1979年に放送した「トリオ・ハイスピードアンプ」では山下達郎がスキャットを務めている[注 25]）
- サントリー - 「サントリーレッド」（1968年・1970年）、「サントリー純生」（1972年）、「サントリーオールド」（1981年）
- 大林組 - 企業広告（1972年）
- 松下電器産業 - 「テクニクスSC-1600」（1970年）

### テレビ番組
※すべて顔出しでの出演
- 悪友親友（TBS、1983年） - ゲスト
- すばらしき仲間（TBS、1987年） - インタビュー
- 徹子の部屋（テレビ朝日、1990年） - ゲスト

### 記録映画
すべてナレーション（※一部作品のみスタッフクレジットあり）。
- 製作：東京シネマ、企画：松下電器産業（現：パナソニック）
  - 「光の技術」（1961年）[記録映画 1]
  - 「音響創造-電子の技術-」（1961年）[記録映画 2]
  - 「パルスの世界-エレクトロニクスと生体と-」（1962年。国際科学映画協会ワルシャワ映画祭グランプリ 受賞）[記録映画 3]
  - 「力の技術-モートル-」（1963年）[記録映画 4]
  - 「結晶と電子-エレクトロニクスと生体と-」（1964年。教育映画祭学術科学映画最高賞・NHK賞 受賞）[記録映画 5]
- 製作：東京シネマ、企画：丸善石油（現：コスモ石油）
  - 「ガソリン」（1962年。科学技術映画祭優秀作品賞 受賞。音楽：黛敏郎）[記録映画 6]
- 製作：東京シネマ、企画：大成建設
  - 「生活と寸法-モデュラー・コーディネーション-」（1962年）[記録映画 7]
- 製作：東京シネマ、企画：KDD（現：KDDI）
  - 「太平洋横断ケーブル」（1964年）[記録映画 8]
  - 「衛星通信」（1964年）[記録映画 9]
  - 「ケーブル・シップ KDD丸」（1967年）[記録映画 10]
- 製作：東京シネマ、企画：東洋レーヨン（現：東レ）
  - 「世界の漁網」（1964年。日本産業映画コンクール 日本産業映画賞受賞）[記録映画 11]
- 製作：東京シネマ、企画：科学技術庁
  - 「川の衛生技師」（1965年）[記録映画 12]
- 製作：東京シネマ、企画：日本通運
  - 「68の車輪」（1965年、東京都教育映画コンクール銀賞 受賞）[注 26][記録映画 13]
  - 「花ひらく日本万国博 EXPO’70」（1970年）[注 27][記録映画 14]
- 製作：東京シネマ、企画：大洋海底電線
  - 「大洋海底電線工場」（1965年）[記録映画 15]
- 製作：東京シネマ、企画：第一原子力産業グループ
  - 「原子力発電の夜明け」（1966年）[記録映画 16]
- 製作：東京シネマ、企画：栗田工業
  - 「水の開拓者」（1967年。第5回日本産業映画コンクール 通商産業大臣賞受賞）[記録映画 17]
- 製作：ヨネ・プロダクション、企画：ヤクルト本社
  - 「ダルム[注 28]の世界-選ばれた乳酸菌の働き-」（1967年）[記録映画 18]
- 製作：岩波映画製作所、企画：大昭和製紙（現：日本製紙）
  - 「大昭和102（）計画」（1967年。第6回日本産業映画コンクール 日本産業映画賞受賞）[要出典]
- 製作：東京文映、企画：神鋼電機（現：シンフォニア テクノロジー）
  - 「振動の世界」（1971年。第12回科学技術映画祭 優秀作品賞受賞）[記録映画 19]
  - 「水と農業 安定省力多収栽培と多目的水利用」（1974年）[記録映画 20]
  - 「下水道-浄化と再利用-」（製作年不明）[記録映画 21]
- 製作：ヨネ・プロダクション、企画：協和発酵工業（現：協和キリン）、日本ファームイタリア
  - 「セルレイン」（1975年）[記録映画 22]
- 製作：シブイ・フィルムス、企画：東京ガス
  - 「東京湾横断 天然ガス海底幹線 建設の記録」（1977年）[記録映画 23]
- 製作：ヨネ・プロダクション、企画：鳥居薬品
  - 「Micro-Hunter」（1970年。サンセバスチアン・フォルナダス医学映画祭 特別賞受賞）[記録映画 24]
  - 「炎症とライソゾーム」（1974年）[記録映画 25]
  - 「ミクロの恐怖-生命と尿酸-」（1979年。日本医師会推薦）[記録映画 26]
- 製作：ヨネ・プロダクション、企画：科学技術庁
  - 「宇宙で金属をつくる」（1970年代（製作年不明[注 29]）[記録映画 27]
  - 「あかり」（1976年）[記録映画 28]
- 製作：ヨネ・プロダクション、企画：藤沢薬品工業（現：アステラス製薬）
  - 「アレルギー」（1970年代前半。パドヴァ大学国際科学教育映画祭 ブロンズ牛頭賞受賞、日本医師会推薦）[記録映画 29]
  - 「脳と潰瘍」（1971年。ベルリン医学映画祭グランプリ・ゴールドメダル（1973年）。日本医師会、優秀映画鑑賞会推薦）[記録映画 30]
  - 「免疫を探る」（1979年）[記録映画 31]
  - 「動脈硬化 カルシウムとのかかわり」（1989年）[記録映画 32]
- 製作：ヨネ・プロダクション、企画：エーザイ
  - 「血小板と血栓」（1980年）[記録映画 33]
- 製作：ヨネ・プロダクション、企画：三共株式会社（現：第一三共）
  - 「嫌気性菌をめぐる複数菌感染」（1982年）[記録映画 34]
- 製作：ヨネ・プロダクション、企画：塩野義製薬
  - 「抗菌作用を探る」（製作年不明）[記録映画 35]

### その他
※すべてナレーション
- 神戸市「神戸プラネタリウムシアター」
  - 神戸ポートアイランド博覧会（ポートピア'81）のパビリオン、『神戸館』内にあったプラネタリウム[注 30][24]。
- 未来志向型企業グループ「日韓トンネル・国際ハイウェイ紹介ビデオ『ユーラシア大陸20,000kmの旅』」
  - 国際花と緑の博覧会（花の万博）のパビリオン、『100年先の「のーんびり村」』で上映[25]。
- 知床自然センター「ダイナビジョン」（1987年）
- メディウス「自己啓発教材（Future Design Program、通称：FDP）」
- シナノ企画「すばらしきわが人生 part2」（1993年）

## 著書
- 『"ジェットストリーム"にひとり』PHP研究所、1981年12月10日。ISBN 4569206700。

## 関連書籍
- JET STREAM旅への誘い詩集 -遠い地平線が消えて(2010年) - 城が朗読した詩から100篇を厳選して収載。